# Menelaus (cratère)
Menelaus est un cratère lunaire situé sur la face visible de la Lune au sud de la Mare Serenitatis et à côté du massif montagneux des Montes Haemus. Les cratères Daubrée et Auwers sont situés juste au sud et sud-ouest du cratère Menelaus. Le cratère Menelaus a un contour irrégulier. L'intérieur a un terrain en forme de terrasses. Une structure rayonnée s'éloigne du cratère vers le Nord sur la Mare Serenitatis.
Depuis 1935, ce cratère porte de le nom de l'astronome et mathématicien grec Ménélaos d'Alexandrie.
Depuis 1973, le cratère satellite "Ménélas S" porte le nom de Daubrée par l'union astronomique internationale en l'honneur du géologue français Gabriel Auguste Daubrée.
| Menelaus | Latitude | Longitude | Diamètre |
| -------- | -------- | --------- | -------- |
| A        | 17.1° N  | 13.4° E   | 7 km     |
| C        | 14.8° N  | 14.5° E   | 4 km     |
| D        | 13.2° N  | 16.3° E   | 4 km     |
| E        | 13.6° N  | 15.9° E   | 3 km     |